# 本哥省
8°47′S 13°59′E / 8.783°S 13.983°E
本戈省位於安哥拉西北，與北廣薩省、南廣薩省、羅安達省、威熱省、薩伊省等省份及相鄰。省会是卡希托。根据1988年的人口统计，该地区有18700人居住于城市、137400人居住于农村，总人口有156100人。总面积为31371平方公里，人口在2014年升至351579人。1980年该省由之前的罗安达省分设而出。

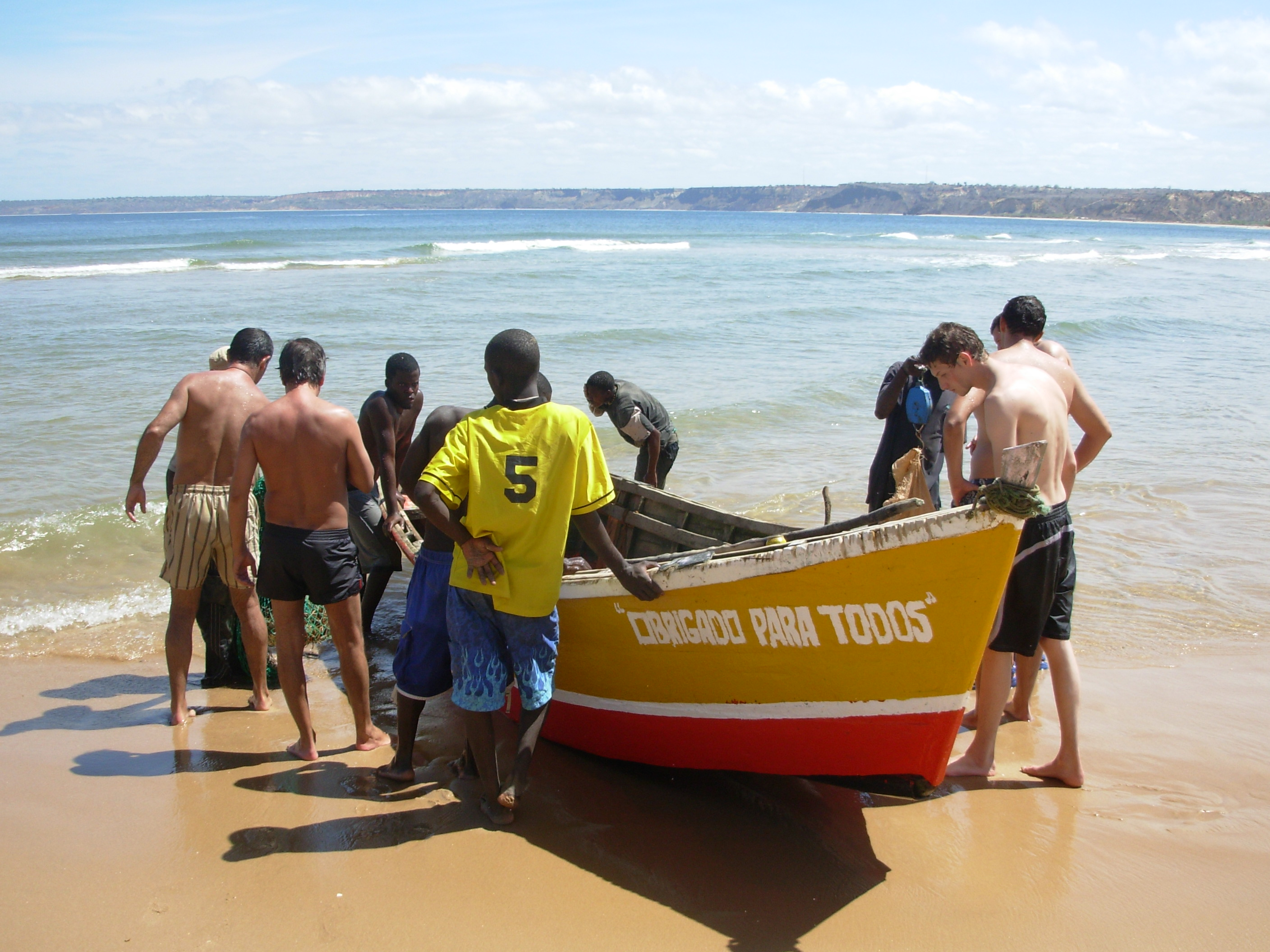
本哥省海岸边的船舶

## 地理
该省的北部接壤扎伊尔省；东北接壤威熱省；东部接壤北廣薩省；南部接壤南廣薩省。其有两个部分接壤大西洋，并呈包裹式围绕首都罗安达所在的罗安达省。柯思玛国家公园和基宾达森林保护区坐落于该省；此外还有一些河流与湖泊。

## 区市

### 2011年7月行政改革后
2011年7月27日，安道尔国会通过了罗安达省与本哥省的行政区划改革方案。该法律将Icolo e Bengo与Quiçama区市从本哥省迁到罗安达省，并创建新的区市。现在本哥省包括六个区市：安布里什、Bula-Atumba、丹德、Dembos、Nambuangongo和Pango Aluquém。

## 乡镇
本哥省下辖以下市镇：
| - Ambriz - Barra do Dande - Bela Vista - Bom Jesus - Bula-Atumba - Calomboloca - Catete - Caxito | - Dembo Chio - Gombe - Kabiri - Kage - Kanacassala - Kazua - Kiaje - Kibaxe | - Kicunzo - Kikabo - Kixico - Kixinje - Mabubas - Mumbondo - Muxiluando - Muxima | - Pango-Aluquem - Paredes - Piri - São José das Matas - Tabi - Ucua - Zala |

## 自然资源
本哥省的主要资源是鱼类，其村所也以海岸线分布。在该地区发现了包括安哥拉巨龙属在内的鱼类化石骸骨。